# George Pocock
Pour les articles homonymes, voir Pocock.
George Pocock (6 mars 1706 - 3 avril 1792) est un officier de marine britannique. Il parvient au grade d'Admiral de la Royal Navy.

## Biographie

### Origines et débuts
Originaire de Chieveley dans le Berkshire, il est le fils de Thomas Pocock, un chapelain dans la marine. George Pocock entre dans la Marine en 1718, servant à bord du HMS Superb sous les ordres de son oncle, le captain Streynsham Master (1682–1724). Il est promu lieutenant en avril 1725, commander en 1733, et post-captain en 1738. Après avoir servi dans les Indes occidentales il est envoyé dans les Indes orientales en 1754 en tant que capitaine HMS Cumberland, 58 canons, sous les ordres du Rear-Admiral Charles Watson. L'escadre de Watson coopère avec Clive lors de la conquête du Bengale. En 1755, Pocock est promu rear-admiral, puis vice-admiral en 1756.

### Commandement des forces navales britanniques dans les mers de l'Inde
À la mort de Watson il prend le commandement des forces navales dans les mers de l'Inde. En 1758, il est rejoint par le commodore Charles Steevens (mort en 1761), mais ce renfort ne porte son escadre qu'à sept petits vaisseaux de ligne. La guerre étant déclarée depuis deux ans entre les royaumes de France et de Grande-Bretagne, les Français envoient des forces navales depuis leurs îles dans l'océan Indien jusque dans le Golfe du Bengale pour porter secours à Pondichéry. Intercepter l'arrivée de ces renforts devient la mission prioritaire de Pocock. L'escadre française disposant d'une puissance de feu inférieure à la sienne. Le comte d'Aché qui commande cette dernière doit inclure dans sa ligne de bataille plusieurs Indiamen qui n'était rien d'autre que des navires marchands armés pour la guerre. Pourtant, le nombre de navires français était supérieur au sien et Pocock avait l'obligation, en vertu des pratiques de l'époque, de combattre selon les vieilles instructions officielles. Il devait amener ses vaisseaux en ligne contre l'ennemi, et tenter de préserver sa formation pendant toute la durée du combat.
Toutes les rencontres de Pocock avec l'escadre du comte d'Aché se révèlent indécises. Le premier affrontement a lieu au large de Gondelour, le 29 avril 1758, et Pocock ne peut empêcher les Français de rallier Pondichéry. Après un second combat à Negapatam le 3 août, l'amiral Français rentre à l'Isle de France, et lorsque la mousson oblige Pocock à rentrer au port, il se réfugie à Bombay. Les combats reprennent au début du printemps, il met un terme au siège de Madras, mais l'amiral français ne reparut pas dans le Golfe du Bengale avant le mois de septembre. À nouveau, Pocock est incapable d'empêcher son adversaire de rejoindre Pondichéry, et la bataille acharnée qu'ils se livrent le 10 septembre 1759 se révèle à nouveau indécise. Le gouvernement français est alors proche de la banqueroute, et D'Aché ne pouvait plus acheter de vivres et de ravitaillement pour son équipage. Il est contraint de rentrer sur l'Isle de France, laissant aux Anglais la possession des côtes de Coromandel et de Malabar. Pocock rentre en Angleterre en 1760, et en 1761 il est fait Chevalier de l'Ordre du Bain et admiral.

### Services ultérieurs
En 1762, il est placé à la tête des forces navales lors de l'expédition combinée qui prit La Havane. Le siège, qui débute le 7 juin et dure jusqu'au 13 août, se révèle très meurtrier pour les Britanniques en raison de la fièvre jaune qui décime 5 000 hommes. La victoire finale est largement attribuable à l'aide intelligente que Pocock fournit aux troupes terrestres. Le montant de ses parts de prise s'élève à pas moins de 122 697 £. À son retour en Angleterre, Pocock est déçu de voir qu'un autre officier de marine, Sir Charles Saunders, lui a été préféré pour siéger en tant que membre à l’Admiralty Board, et il quitte le service en 1766. Il a un monument à son honneur dans l'abbaye de Westminster.

### Sources et bibliographie
- (en) Cet article est partiellement ou en totalité issu de l’article de Wikipédia en anglais intitulé « George Pocock » (voir la liste des auteurs).
- (en) « George Pocock », dans Encyclopædia Britannica [détail de l’édition], 1911 (lire sur Wikisource).